# Horst Dahlhaus
Horst Dahlhaus (30 de julho de 1927 – 5 de fevereiro de 2017) foi um pedagogo alemão.

## Werdegang
Dahlhaus licenciou-se em Economia e Administração de Empresas na Universidade de Colônia. Posteriormente, trabalhou para a Igreja Evangélica na Renânia no serviço social e na educação de adultos. De 1973 a 1992 foi diretor do Departamento Federal da Educação Política (bpb).
Assumiu vários cargos de voluntariado em associações e grupos judaicos.

## Condecorações
- Cruz de 1ª Classe da Ordem de Mérito da Alemanha (1985)